# María Juana
María Juana es una localidad y comuna de la provincia de Santa Fe, Argentina. Está ubicada al sur del departamento Castellanos, en el centro oeste santafesino. La ruta provincial N.º 13 la comunica con el resto de la provincia, y se encuentra a 126 km de la capital provincial.
Actualmente cuenta con 5.072 habitantes (INDEC, 2010). Contaba con 4483 habitantes (Indec, 2001), lo que representa un incremento del 6% frente a los 4228 habitantes (Indec, 1991) del censo anterior.
La principal actividad en el área es la producción lechera y sus derivados productos, pero María Juana además produce y exporta soja, trigo, miel y productos industriales, ya que posee un molino harinero.
Cuenta con dos escuelas elementales (Escuela Fiscal N° 398 Domingo Faustino Sarmiento y el Colegio Santa María de los Ángeles de las Hermanas Capuchinas), tres escuelas secundarias (Escuela N.º 2040 Santa María de los Ángeles, Instituto privado José Manuel Estrada, Escuela Agrotécnica), y una escuela de Enseñanza Media para adultos. 
Además posee un canal de televisión por cable "Cable Hogar María Juana" y una radio de alcance regional e internacional, LRM 955 Radio María Juana FM 101.9, fundada en 1978, multipremiada por el Gobierno de la Provincia de Santa Fe, Comuna Local y premios a nivel zonal y nacional. Dicha emisora cuenta con licencia otorgada y aprobada por AFSCA, ex COMFER, renovando su licencia como única legal en María Juana según la Ley de Servicios de Comunicación Audiovisual. Además posee otra emisora, fundada en el año 2011, Nueva Radio Mix FM 94.5, con alcance regional e internacional gracias a su sitio web.

## Deporte
Cuenta con varias entidades deportivas, las que más se destacan son, por orden de fundación, el Club Atlético María Juana(1920), que cuenta entre sus actividades, fútbol, básquet, tenis, paddle, natación, bochas, taekwondo, vóley, etc. y el Club Atlético Talleres(1958) que cuenta con fútbol y patín. 
El Club Atlético María Juana, en básquet, en el año 2011, alcanzó el logro máximo, saliendo campeón del Torneo Federativo C (Argentino de Clubes de la Provincia de Santa Fe), ascendiendo a la Liga Nacional B (hoy denominado Torneo Federal). Otro de los momentos históricos para la entidad “auriazul” fue la participación durante tres temporadas (2007-2008/2008-2009 y 2009-2010) en la Liga Nacional de Vóley Femenino en 1.ª División donde tuvo roce con Boca Juniors, River Plate, Gimnasia y Esgrima de La Plata, entre otras grandes instituciones deportivas a nivel Nacional, en el Torneo abierto sub-15, se puede decir que CAMJ llegó a la final,tras salir en 2º puesto,en la derrota de Devoto, 2a0.Por último, el básquet formativo, también, llegó al punto máximo a nivel nacional al disputar las semifinales de la Liga Nacional U17 en la temporada 2014.El Club “Águila Blanca” es otros de los centros deportivos de la localidad donde allí se reúnen los amantes del “deporte blanco” Los bochófilos que nos representan en cada una de las actividades a nivel regional, provincial y nacional.

## Historia
La historia de María Juana comenzó un 21 de julio de 1883, luego de la aprobación de la fundación del distrito que se llevara a cabo un mes más tarde, 21 de agosto del mismo año. La localidad lleva el nombre de Juana Henderson, esposa del aquel entonces propietario de estas tierras; el Dr. Melitón Espinosa; quien además decidió unirle María, al considerar demasiado corto el nombre de pila.
Cuando nació María Juana no hubo acto de fundación, sino aprobación de traza. María Juana fue establecida por Melitón Espinoza el 21 de julio de 1883. La Comisión de Fomento se crea el 17 de mayo de 1918. Como no tenía estación ferroviaria se comunicaba por Los Sembrados que estaba a 6 km del pueblo, en Colonia Merediz y pertenecía al Ferrocarril Central Argentino. El nombre de la localidad fue un homenaje de Espinoza a su madre, María Juana Espinoza de Henderson.
https://www.youtube.com/watch?v=NEYiF-dxKBQ
Desde el año 1988 se encuentra hermanada con el pueblo Buriasco, ubicado en la Provincia de Torino, al noroeste de Italia.
El área de este distrito estaba en parte poblada por indios Chanatimbues, atestiguado ello por los elementos encontrados en la zona con el paso de los años, haciendo presumir que la morada de estos indígenas fue muy temporaria y de escasas tribus, ya que al estar alejados de la costa solo les permitía vivir de la caza.
En el tiempo de la colonización ya no existían indios, pues el progresivo ensanche de las colonizaciones italianas dispuesto a convertir el inmenso campo virgen en una rica zona agrícola y las campañas de los gobernadores Echagüe y Andia y Pablo López los habían alejado de la llanura.
Uno de los hitos fundamentales de su historia fue la instalación, de la primera fábrica de vagones férroviarios de Sudamérica. Esta era propiedad de la familia Buriasco. La privatización de los ferrocarriles durante la década de los noventa y el cambio de propietarios produjo la inestabilidad de su operatividad. Hoy - noviembre de 2014- y según una detallada nota publicada por el diario La Capital de Rosario (domingo 9/11/2014, p. 35), la empresa Sabb SA es propietaria de la fábrica, cuenta con 90 empleados y está terminando de restaurar con gran calidad 59 vagones para el ferrocarril Belgrano Cargas, aportando así a la reactivación ferroviaria encarada por el Estado Nacional, demostrando el potencial que tiene esta planta fabril.
En la zona Norte de la Región Pampeana denominada “Pampa Llana Santafesina”, al Sur del Departamento Castellanos, en el Centro Oeste de la Provincia, ocupando una superficie de 12.300 Hectáreas, encontramos a María Juana; ubicada en el centro del triángulo geográfico formado por las ciudades de Santa Fe (Capital de la Provincia), Rosario y Córdoba, de las que dista respectivamente 125, 210 y 270 Kilómetros y a 560 de la ciudad de Buenos Aires, con las que se comunica a través de la Ruta Provincial N.º 13. Limita con los siguientes distritos: al Norte Eustolia, al Sur Sastre, al Este Colonia Margarita y al Oeste Garibaldi.
Un suelo fértil y generosas lluvias que riegan el territorio durante todo el año y su ubicación estratégica con respecto a las grandes ciudades que permite ampliar las posibilidades culturales y comerciales, han hecho de la localidad, un ámbito ideal para la vida de sus 5.072 habitantes.
Con marcas térmicas que alcanzan promedios anuales de 18 °C, con 17 °C en otoño y primavera, 11 °C en Invierno y 24 °C en Verano, se propicia el desarrollo de la actividad humana, especialmente la agropecuaria, a pesar de registrarse mínimas invernales en el orden de los 2 °C y máximas estivales de 40 °C.

## María Juana une agro e industria
Las sirenas del molino harinero y de la fábrica de vagones siguen marcando cada mediodía el ritmo de vida de la población.
María Juana dista de Rosario unos 230 kilómetros al noroeste, nacida a la vera del ferrocarril y que luego se trasladó a unos cuatro kilómetros al noroeste, donde se centraba una de las principales actividades del lugar, la molinería.
El dueño de las tierras de la vieja colonia, Melitón Espinosa, recibió la aprobación oficial de la provincia el 21 de julio de 1883 y así se convirtió en una de las tantas poblaciones que no contó con acta de fundación sino con la de aprobación de traza. El distrito debe su nombre a la esposa de Espinosa, Juana Henderson, que al ser considerado muy breve se le agregó María.
Fue durante la colonización cuando los inmigrantes italianos llegaron desde San Carlos para convertir el campo virgen en una rica zona agrícola. Luego, se asentó la primera fábrica de vagones ferroviarios del país, en la que se construyó el primer vagón argentino de carga. Actualmente la planta ocupa un predio de 32 mil metros cuadrados cubiertos.
En 1887 se fundó Molino Victoria, compañía harinera que junto a los talleres ferroviarios contribuyó al crecimiento de la población.
Sustento económico. Hoy los recursos económicos de María Juana surgen del agro, la ganadería y la actividad apícola y tambera, así como de la industria metalúrgica y molinera y por talleres de diversos rubros. Su suelo y su clima favorecen una gran producción de soja, trigo, sorgo, maíz y girasol.
Historia de esfuerzos y laboriosos pioneros
Existe un espíritu emprendedor en la localidad que se refleja en diversas anécdotas. María Juana se caracteriza por ser la población argentina en la que se fabricó el primer vagón ferroviario de carga del país y en su momento fue la fábrica de vagones más importante de Sudamérica.
En los últimos años, y tras la firma de un convenio, María Juana se convirtió también en la primera localidad en la que, curiosamente, se construían barcazas fluviales sin poseer un río cercano. Para llegar al Paraná, y casi emulando la tarea de los pioneros, las barcazas se armaban por partes, eran trasladadas en carretones hasta el puerto de Rosario y allí eran ensambladas y finalmente botadas.
En la actualidad la fábrica se encuentra en un momento pleno de trabajo tras la firma de un convenio con el Gobierno Nacional para la reconstrucción de vagones de la empresa Belgrano Cargas.
Cuna del primer vagón argentino
María Juana se caracteriza por ser la localidad argentina en la que se fabricó el primer vagón ferroviario de carga del país, en la que en su momento fue la fábrica de vagones más importante de Sudamérica. En los últimos años, y tras la firma de un convenio, María Juana se convirtió también en la primera localidad en la que, curiosamente, se construían barcazas fluviales sin poseer un río cercano.

## Localidades y parajes
- María Juana, 5,512 habitantes (Indec, 2020)
- Parajes
  - Desvío Boero
  - Estación María Juana

## Santa Patrona
- Santa Juana Francisca Fremiot, festividad: 21 de agosto

En el 2008 se conmemoraron los 125 años del pueblo.

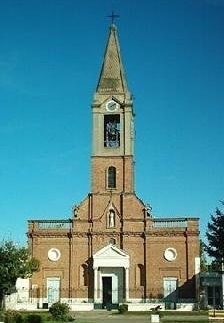
Iglesia.

## Cultura
- Museo Sala Cultural Ernesto Sabato
- Parroquia Santa Juana Francisca Fremiot de Chantal

## Educación

### Jardines
- Jardín de Infantes N.º 34
- Jardín de Infantes Particular Incorporado Nº1474 "Santa María de Los Ángeles"

### Enseñanza general básica
- Escuela Fiscal N.º 398 Domingo Faustino Sarmiento
- Escuela Particular Incorporada N.º 1066 "Santa María de los Angeles"

### Polimodal
- Escuela de Enseñanza Media Particular Incorporada N° 8143 "José Manuel Estrada"
- Escuela N.º 2040 "Santa Maria de los Ángeles"
- Escuela de Educación Técnica N° 380

### Adicionales
- Bachillerato para adultos
- Centro Académico de estudios terciarios a distancia
- Centro de Alfabetización para adultos
- Centro de Enseñanza Rural